# 尹文煒
尹文煒（17世紀—17世紀），字去文，浙江金華府金華縣人，明朝、南明政治人物。

## 生平
尹文煒是天啟四年（1624年）甲子科浙江鄉試三十五名舉人，崇禎十年（1637年）成進士，獲授金谿知縣，為政清靜廉恕，在當地修城興學、賑濟饑荒；當地人好訴訟，動輒輕生以圖報復，他嚴禁命案，沒有實情者立刻買棺下葬，因此平息此陋習，後來因為正直不合群告歸，推辭巡撫解學龍引薦。
後來他參與黃道周義師，永曆帝在肇慶獲王化澄疏薦，出任吏部考功司主事，陞員外郎、郎中。

## 引用
1. ↑  《崇祯十年丁丑科进士三代履历》：尹文炜，曾祖龙，祖子有，父康。去文，诗一房，戊申三月初六日生，金华县人，甲子三十五名，会五十四名，三甲二百十四名，通政司观政，戊寅授金谿知县，辛巳降。
2. 1 2  錢海岳《南明史·卷五十六·列傳第三十二》：同（王之瑞）時（永曆）吏部官可紀者：……尹文煒，字去文，金華人。崇禎十年進士。授金谿知縣，為政清靜，獄訟平息。與黃道周義師。王化澄薦考功主事，歷員外郎、郎中。
3. ↑  光緒《金華縣志·卷六·人物第三》：天啟四年甲子（舉人） 尹文煒……（崇禎）十年丁丑劉同升榜 尹文煒 金谿知事
4. ↑  光緒《金華縣志·卷九·人物第三》：尹文煒，字去文，崇禎丁丑進士，任金谿縣，修城興學振饑，百廢具舉，引疾歸。巡撫解學龍薦之，起補戶曹，不赴。 舊志遺事
5. ↑  道光《金谿縣志·卷七·名宦志》：尹文緯，字去文，浙江金華人，崇正十年進士。知金谿，簡默廉恕，行法不阿權貴，時谿俗好訟，不勝輒輕生以圖報復，文緯嚴禁命案，非情實者立買棺瘞之，澆風遂息，卒以猖介寡合告歸。後永明王在肇慶，王化澄疏薦文緯，介節絕塵，威消伏莽，不媿龔黃流亞云。 通志略增